# Дмитро Вишневецький
Дмитро «Ба́йда» Вишневе́цький (р. н. невід. — 1563/1564, Стамбул) — український політичний і військовий діяч, один з організаторів запорозського козацтва. Походив з князівського роду Вишневецьких.
Князь гербу Корибут, козацький ватажок, гетьман. Власник маєтків у містечку Вишнівець Крем'янецького повіту. Збудований ним Хортицький замок на острові Мала Хортиця вважається прототипом Запорозької Січі.

## Статус
Козацький ватажок, після закладення ним фортеці на острові Мала Хортиця, яку будували так, як вважав за потрібне Дмитро Вишневецький, і розпочали цю справу, можливо, 1552 року. Тоді ж козаки вибрали його своїм гетьманом. Зорганізувавши навколо себе розрізнені козацькі ватаги, він розпочинає складну й небезпечну політичну гру, що полягала у відмові від підлеглості законному («природному») суверену на користь іншого, більш вигідного монарха, задля втілення в життя планів боротьби проти татарської загрози.

## Біографія
Дмитро Вишневецький був старшим з 4-ох синів князя Івана Вишневецького від його першої дружини Анастасії Семенівни Олізарович — доньки Семена Олізаровича (Олізарія) та княгині Острозької, сестри князя Костянтина Острозького. Дід Дмитра — Михайло Вишневецький-Збаразький, разом з його батьком, дядьками (стриями) Федором, Олександром, брали участь у Вишнівецькій баталії. Каспер Несецький називав його батьками князів Олександра Вишневецького та його дружину Скорутянку.
В історичних документах ім'я Дмитра Вишневецького вперше згадується 1545-му р. під час ревізії Крем'янецького замку. Наступна — 1548 року: набіг на землі Очаківського замку, котрий перебував під владою Османської імперії; в «Реєстрі шкод» за період з 14-23 жовтня 1548 р., 1 серпня — 6 листопада 1549 р. як найбільших нападників на володіння османів в Північному Причорномор'ї записано брацлавського старосту Богуша Корецького, старосту барського Бернарда Претвича, сини гетьмана Миколи Сенявського Ієронім (Ярослав, Ярош), Миколай, … князь Д. Вишневецький

### Перші походи
Починав діяти, набиратись досвіду в складі формувань під проводом Бернарда Претвича; очолював окремий відділ. Наприкінці 40-х років(з 1551-го) король Сиґізмунд II Август призначив Дмитра Вишневецького старостою міст-фортець Черкас та Канева. Від цього часу оборона від татарських набігів стала його офіційним обов'язком. Осередком планів та амбіцій Дмитра стала закладена на пониззі Дніпра фортеця. Польські джерела стверджують[джерело?], що після князя Федора Санґушка був старостою брацлавським, вінницьким.

### Фортеця на Низу Дніпра— прообраз майбутньої Січі
Незважаючи на попередження Сиґизмунда II, Дмитро Вишневецький 1553 року власним коштом розпочав будівництво фортеці на острові Мала Хортиця, куди до нього стікалися козаки; фортеця мала стати форпостом у боротьбі проти татарської агресії. Мала Хортиця за результатами археологічних та гідро-археологічних досліджень 1990-2000-х рр. ототожнюється з островом Байда, розташованим на захід від острову Хортиця.

### Перебування в Османській імперії

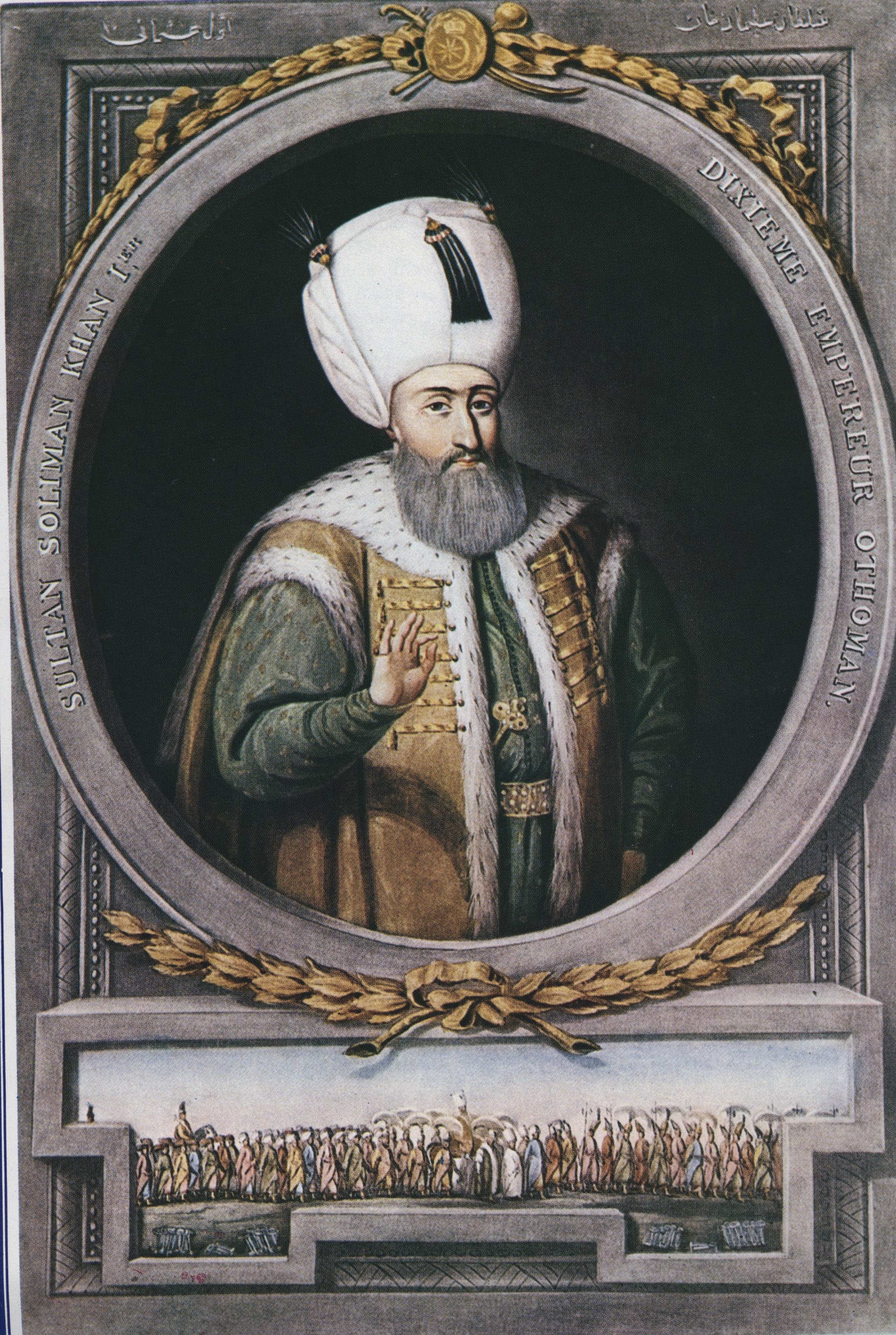
султан Сулейман I Пишний

Улітку 1553 року Дмитро Вишневецький несподівано залишив Малу Хортицю, з усім своїм військом вирушив до Стамбула, де служив султанові Сулейману I півроку. Мотиви цього вчинку неясні: не маючи достатньої підтримки від уряду, намагався справити на нього відповідне враження, або прагнув налагодити добрі стосунки з султаном, щоб через нього мати вплив на Кримського хана. Інша версія — визволення з полону родичів загиблого Федька Вишневецького (зокрема, його вдови — княгині Марії). Ймовірно, безпечному перебуванню в Стамбулі сприяла дружина султана Роксолана. Вплив на уряд Великого князівства (і Польського королівства) він справив — двірські кола були стривожені, боялися, що Вишневецький наведе османів на Україну. Після повернення з Османської імперії на початку 1554 року Вишневецький в товаристві свого давнього товариша в сутичках проти орди руського воєводи Миколи Сенявського, який взяв на себе місію виправдовувати «Байду» перед королем та сеймом, вирушив до Варшави; пояснення стосовно перебування в Порті були прийняті. Одержав формальне доручення тримати оборону проти татар у закладеній ним фортеці. Надалі міг розраховувати лише на власні сили. Будівництво Хортицької фортеці він довершив, мобілізувавши козаків, селян Канівського та Черкаського староств.

### Боротьба з татарами і османами

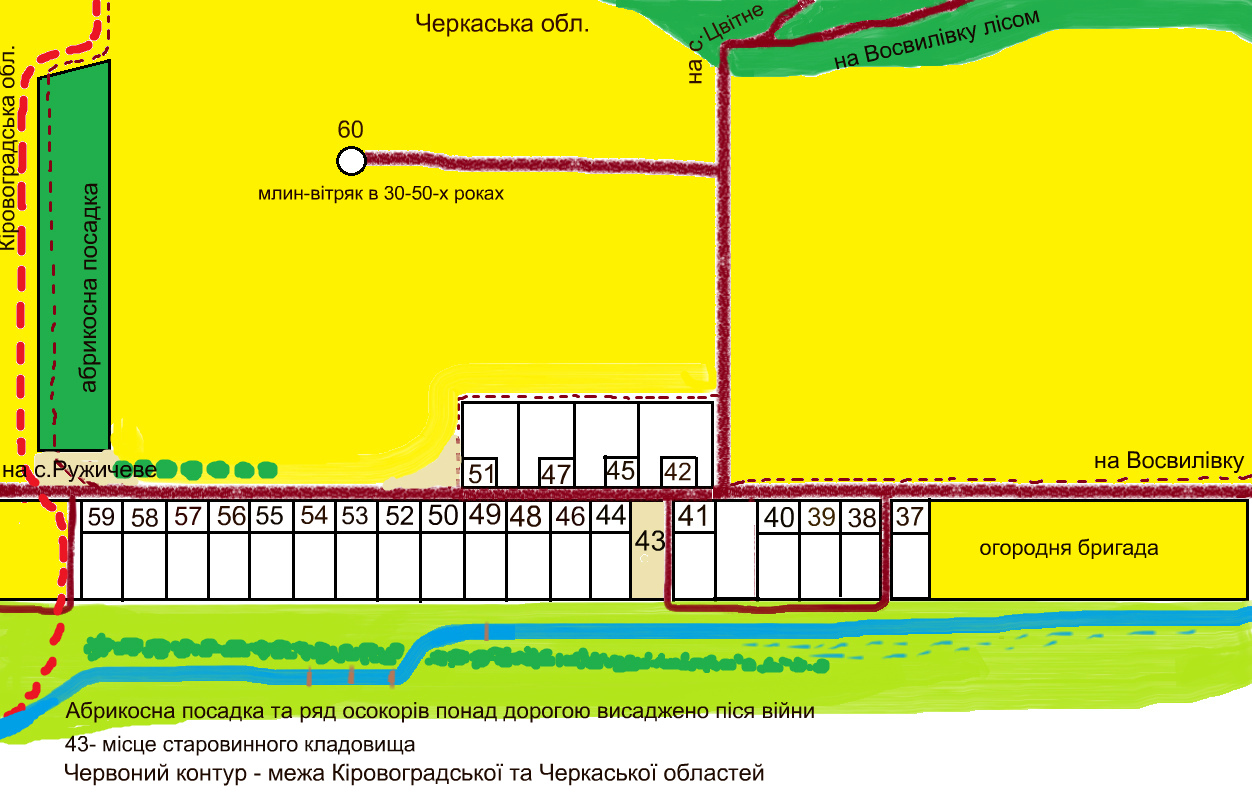

Московсько-козацьке військо пішло під Іслам-Кермен, тобто твердиня (фортеця) ісламу, поблизу теперішньої Каховки), та Очаків. Похід тривав до початку літа і був успішним, ці міста були здобуті. Козаки захопили табуни коней, стада худоби, а також багато полонених і рушили назад. Відбивши вогнем з рушниць погоню, очолювану калгою, вони безпечно дісталися Черкас. Сигизмунд II виправдовувався перед ханом Девлет Гераєм за той похід тим, що це була нібито справа московських козаків, а Вишневецький тут ні до чого. Він навіть намагався запевнити хана, що Хортицька фортеця буде корисною для Криму проти московської експансії, і що Вишневецькому доручена ця справа — тримати сторожу на Дніпрі — саме нападати через те, що Вишневецький мав добрі особисті стосунки з султаном і ханом. Але восени того ж 1556 р. козаки Вишневецького знову напали на Іслам-Кермен, уже власними силами. Замок був здобутий, гарми з нього були перевезені до Хортицької фортеці. Девлет-Гірей спочатку спробував домовитись з Вишневецьким, запрошуючи його до себе на службу. Згоди він не одержав і в січні 1557 р. зібрав всатю орду і зробив спробу захопити хортицьку фортецю. Облога тривала 24 дні, після чого татари з великими втратами відступили. Вишневецький сповістив Сигизмунда II про свою перемогу і запевнив його, що татари не зможуть напасти на Україну, доки стоїть його фортеця. При цьому він просив «посилити замок людьми й стрільбою», але одержав від великого князя тільки похвалу, обіцянку жалування та рекомендацію не загострювати відношення з татарами.
Упевнившись у неспроможності правлячих кіл Великого князівства до рішучих дій, Дмитро знову звернувся до Москви; йому прислали тільки гроші, при цьому запрошували на царську службу. Влітку 1557 р. Девлет Герай зібрався з новими силами у похід на дніпровський замок; з ним ішли османське військо на човнах і молдовська поміч. Фортецю на острові було взято у повну блокаду, після тривалої облоги він змушений був її залишити через нестачу харчів. Козаки невеликими групами прокрались крізь османсько-татарські заслони і подалися вгору Дніпром до Черкас. Покинута фортеця була зруйнована.

### На московській службі
Перед московськими політиками Д. Вишневецький виклав свій план боротьби з татарами у союзі з Литвою, відірвавши її від союзу з Кримом. Ця ідея була сприйнята із співчуттям; на початку 1558 р. була розпочата підготовка до кампанії проти Криму та до переговорів з Великим князівством Литовським. Вишневецький з московським військом рушив шляхом попереднього походу Ржевського (1556 р.), по дорозі збираючи козаків. Був запланований похід всередину Криму. Хан відтягнув усі орди за Перекоп та приготувався до оборони.
Д. Вишневецький під Перекопом одержав підкріплення з Москви на чолі з Ржевським, планував похід на Козлов (або Ґезлеве, теперішня Євпаторія). Раптово був відкликаний до Москви: були доручені другорядні операції на Дону, згодом на Кавказі, під час яких, у 1560 р., було засновано фортецю Черкаськ (нині Старочеркаськ — столиця Війська Донського). Похід всередину Криму був здійснений 1559 р. під керівництвом воєводи Данила Адашева, роль Д. Вишневецького була незначною.
Це було не те, чого сподівався; у зовнішній політиці Москви з 1558 р. першочерговою стала задача виходу до Балтійського моря, справа боротьби проти татар була занедбана. Розпочата Іваном IV Грозним Лівонська війна загострила московсько-литовські відносини, 1561 року Литва вступила у війну проти Москви. Д. Вишневецький опинився у фальшивому становищі зрадника (не влаштовувало). Разом із своїми козаками він попрямував до Дніпра і, зупинившись на острові Монастирському (30 миль нижче Черкас), посередництвом двоюрідного брата — тодішнього старости черкаського Михайло Вишневецький, домігся від великого князя для себе, своїх супутників ґлейтових листів — письмових гарантій безпечного перебування на території Великого князівства Литовського. Сиґізмунд II охоче прийняв Д. Вишневецького «в свою ласку господарську». Пізніше послав Івану IV запит про поведінку Дмитра, одержав відповідь: «Прийшов, як пес, і втік, як пес; а шкоди від нього мені, государю, і моїй державі не було». На сеймі Д. Вишневецького приймали, вітали, цінуючи, як і раніше, дуже високо. Але крах усіх планів підірвав його сили — тяжко захворів (думав, що отруєний). Лікували особисті лікарі великого князя.

### Похід у Молдовське князівство. Зрада і загибель
Повернувся з 300-ми козаків-запорожців, 150-ма козаками отамана Водоп'яна (до цього були на службі в Івана IV). В грудні 1562 року у супроводі сєрадзького воєводи Ласького Альбрехта, негідного другого чоловіка нещасливої Беати Косьцєлєцької-Острозької-Ласької, матері княжни Гальшки Острозької, прибув на Сейм. А. Ласький не пробачив молдовському господарю Я. В. Геракліду те, що він відібрав у першого надану йому раніше Хотинську фортецю з навколишніми поселеннями. Не маючи достатньої військової сили, через коменданта Хотинської фортеці Яна (Івана) Пясецького (родича Байди) вирішив залучити до акції Д. Вишневецького, 1563 року підбив його до походу у Молдовське князівство (на той час було васалом Османів), де він претендував на престол (друга дружина молдовського господаря Петру IV Рареша Єлена Катерина Бранковіч — старша сестра другої дружини батька — Івана Вишневецького Марії Магдалени Бранковіч-«Деспот»); як онук по матері Штефана III, зведений двоюрідний брат Петру IV Рареша). 1563 року в Молдовському князівстві піднявся боярський заколот проти тодішнього непопулярного господаря — узурпатора, міжнародного авантюриста Якова Василакі Геракліда, або Деспота. Я. В. Гераклід був скинутий, його місце зайняв керівник заколоту боярин Штефан Томжа (Томша). Військо вербували разом у Кам'янці-Подільському. Деспот запропонував королю стати сюзереном, захистити Сучаву від ймовірного нападу. Король запевнив, що ніхто з його підданих не порушить спокою, у разі небезпеки прийде на допомогу кам'янецький каштелян Єжи (Юрій) Язловецький. Після зростання кількості потенційних учасників походу Деспот звернувся до короля Польщі, який надіслав лист-відповідь, який Деспот не отримав. Д. Вишневецький, Я. (І). П'ясецький, на чолі 5-тисячного загону стали на березі Дністра, чекали підходу А. Ласького з військом. Частина боярства, невдоволена Деспотом, очолювана Штефаном Томжею (теж претендентом на трон, якого вже обрали господарем), підняла повстання, запросила Д. Вишневецького до себе на володіння (господарство), обрання Ш. Томші називали тимчасовим. Д. Вишневецький охоче погодився, хоча був на той час хворим, слабким, швидко вибрався у похід з невеликими силами, його загін складався тільки з 500 воїнів, про пастку не підозрювали. Бояри, що його запросили, не дали йому достатньої підтримки, козаки були розгромлені. Частина їх, сам Д. Вишневецький також, зокрема, Іван Сенюта потрапили у полон; Ш. Томжа відправив усіх полонених до Стамбула.
За наказом султана Селіма II — сина Сулеймана I Пишного — Дмитра Вишневецького та двох його товаришів, зокрема коменданта Хотинської фортеці Івана (Яна) П'ясецького, родича Дмитра було скинуто на гак, а рядових козаків відправлено на галери.

## Власність, торгова діяльність
1545 року королівський комісар Лев Потій (Патей, Поцей), батько митрополита Іпатія Потія, проводив люстрацію (ревізію) Волинського воєводства, Д. Вишневецький відвідав м. Крем'янець, де той перебував. Документи свідчать: князь мав у власності маєтки у селах Кушлин (Підгайці, Окнин, Тараж, Комарин, Крутнів, Лопушне також Олексинці, Бобрівці). Михайло Грушевський з'ясував загальний розмір маєтків Вишневецького — 250 тисяч моргів землі (142 000 га).
Урядник князя Стецько та піддані князя з Крутнева в середу 29 вересня 1546 року брали участь в розмежуванні територій Королівства від Великого князівства литовського, яка проходила біля сіл Попівці, Дудин.
Продав львівському міщанину Шолтисіку 350 волів за 21000 грошів.

## Перекази про Дмитра Вишневецького
Навколо його життя, смерті створено багато легенд. В українському, польському, литовському народах легенди почали творитись одразу після його трагічної загибелі. Оповідали, нібито його, після катувань, було скинуто з високої башти і він зачепився ребром за гак, що стричав із стіни, або що його було навмисно почеплено ребром на гак; що він прожив у такому стані три дні і при цьому без упину голосно лаяв османів та їхню віру. Згодом з'явились нові подробиці: що султан зваблював полоненого Вишневецького в османську віру, обіцяючи за це всілякі блага, але Дмитро зневажив все те та ще й сам, висячи ребром на гаку, стріляв із лука в султана. Проте французький посол, повідомляючи наприкінці жовтня (ст. стиль) 1563 р. із Стамбула про страту Вишневецького, жодним словом не обмовився про такі жахливі подробиці. В українській народній творчості ця легенда перетворилася на широко відому думу про козака Байду; однак невідомо, чи була це обробка самих тільки чуток, чи справді сам Дмитро став прототипом козака Байди. У всякому разі, Байда, як історична особа, з тогочасних джерел невідомий, і в жодному документі того часу Вишневецький не називається Байдою.

## Історичне значення діяльності Дмитра Вишневецького
Відомий як перший організатор козацьких військ. Його попередники — Предслав Лянцкоронський, Остафій Дашкович, залучаючи козацькі загони до своїх військових операцій, використовували їх як силу допоміжну. Вишневецький спирався на козацтво як на головну силу, якою він підпирав власні політичні амбіції. Козацький літописець XVIII століття Григорій Граб'янка називав його навіть козацьким гетьманом, у джерелах XVI ст. такий титул «Байди» не трапляється. Не підтверджено джерелами твердження про те, що він заснував Запорозьку Січ.
Зв'язок Дмитрової фортеці з Січчю був лише ідейним. Діяльність Вишневецького лише вказала напрям, у якому пішов подальший розвиток українського козацтва, i дала йому потужний поштовх у цьому напрямі. Це просування козацтва на Низ Дніпра і врешті колонізація придніпровських степів, утворення організації не лише військової, але й політичної з міжнародними зв'язками, заснування козацької фортеці — справжньої Січі в Запоріжжі. Навіть його останній похід, що скінчився катастрофою в Молдовському князівстві, став прологом низки молдовських походів, здійснених козаками у наступні кілька десятиріч; найвідомішими з них були походи Івана Підкови (1577) та Тимоша Хмельницького (1653 р.).

## Дмитро Вишневецький і організація донського козацтва
Існує припущення, що Дмитро Вишневецький був також організатором об'єднання донських козаків в єдине військово-політичне тіло. А також засновником Черкаського городка, майбутньої столиці донського козацтва. Про роль Дмитра Вишневецького в організації Донського війська, писали свого часу найавторитетніші історики, як українські (Микола Маркевич, Дмитро Яворницький), так і російські (Василь Татищев, Микола Карамзін). А сучасні Вишневецькому османські джерела прямо вказують на Вишневецького, як на першого будівника козацьких фортець на нижньому Дону.
1560-го року князь Вишневецький на чолі 5000 козаків вирушає у похід проти Кримського ханства. Козаче військо підійшло до устя Дону та обложило османську фортецю Азов, за допомогою якого османи контролювали північно-східне узбережжя Азовського моря. Здобути могутню фортецю штурмом Вишневецький не зміг, але вирішив переграти османів тактично, навіки перекривши їм через Дін шлях у глибину Московії та на схід України. У 70 кілометрах від Азова вверх по Дону князь Дмитро засновує козацьке містечко, яке називає Черкаський городок, на згадку про українські Черкаси, де розпочиналася його бойова служба, і звідки походили його запорізькі козаки. Так само як Запорозька Січ мусила перекривати шлях татарам та османам вверх по Дніпру, Черкаський городок перекривав їм шлях по Дону. Першим донським отаманом став теж виходець з Черкас Михайло Черкашенин, з якого і розпочинається справжня історія Донського козацтва.
Залишивши козацьку сторожу на Дону, Дмитро Вишневецький з рештою війська іде на Кубань, і після звитяжних перемог повертається до Москви. Черкаський городок з цього часу стає осередком козачого життя на Дону, а згодом, під іменем Черкаська, столицею всього Війська Донського. Центром донського козацтва він залишається майже 250 років, до 1805-го року, коли отаман Матвій Платов переносить столицю козаків на нове місце, надавши їй, на згадку про стару, ім'я Новочеркаська. Те ж перше поселення, яке заснував князь Дмитро Вишневецький, тепер називається станиця Старочеркаська, і розташована в Аксайському районі Ростовської області.
Першими поселенцями Черкаського городка були українські запорозькі козаки, що прийшли у Московію разом з Дмитром Вишневецьким. Вони і стали ядром майбутнього Донського козацького війська.

## Вшанування пам'яті
Названий османами «найвеличнішим ворогом Блискучої Порти», Дмитро Вишневецький заслужив на добру пам'ять нащадків. Деякі історики ототожнюють Вишневецького з героєм популярної історичної пісні — козаком Байдою.
13 вересня 1997 року Поштою України випущена в обіг поштова марка номіналом 20 копійок з зображенням Д. Вишневецького.
31 березня 1999 року Національним банком України випущено срібну пам'ятну монету, номіналом у 10 гривень, присвячену князю і козацькому отаману Д. Вишневецькому.
13 жовтня 1999 На острові Хортиця відкрито пам'ятний знак Д. Вишневецькому (Байді) — засновнику Запорозької Січі; здійснено урочистий підйом на поверхню козацької чайки XVIII ст.
Вулиці Байди Вишневецького у різних містах України.

На честь нього також названа 12-та бригада оперативного призначення імені Дмитра Вишневецького Національної гвардії України.

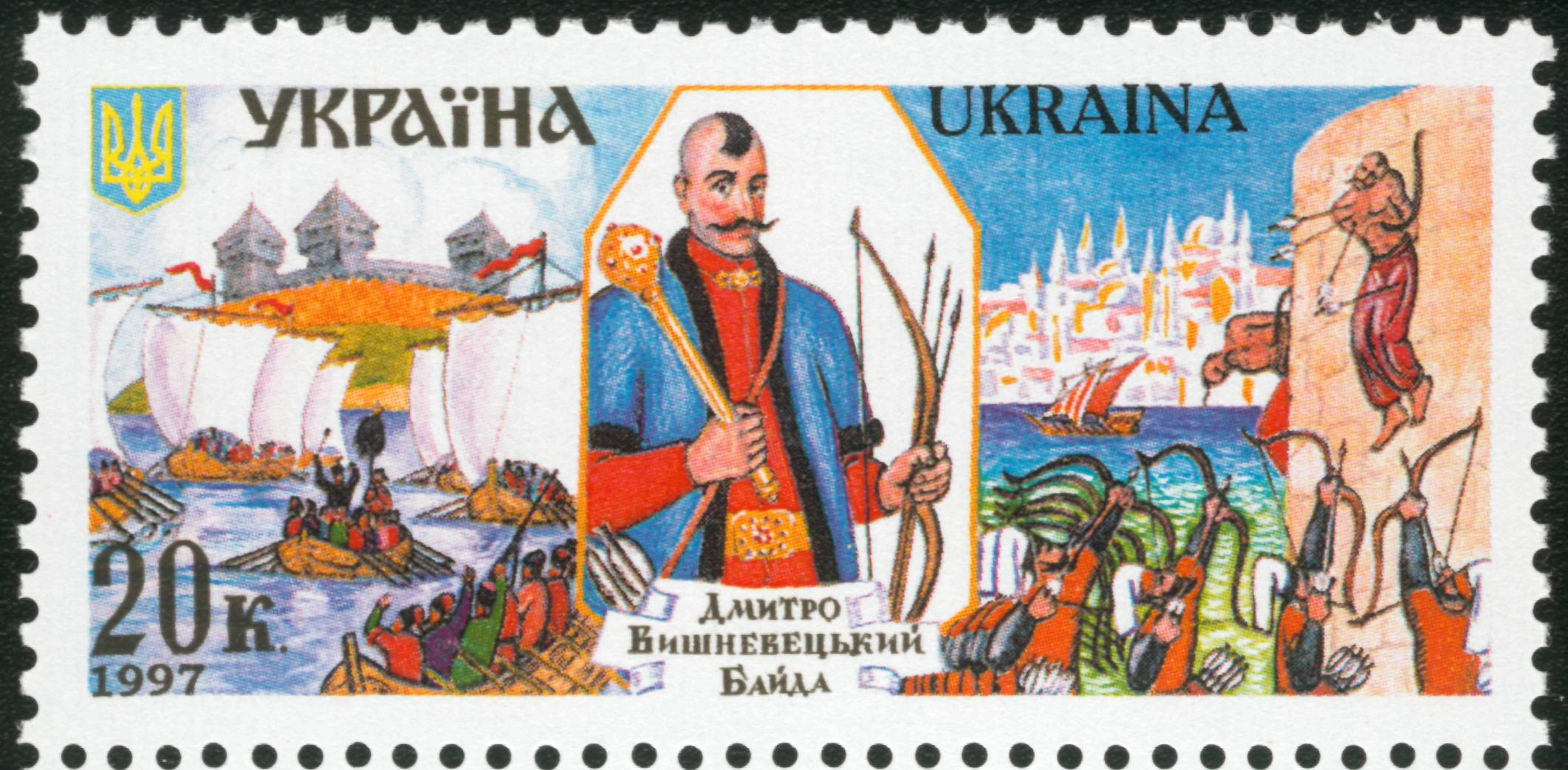
Поштова марка 1997 року
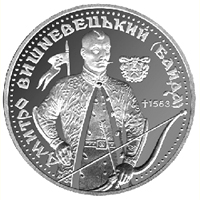
Срібна монета НБУ присвячена Вишнивецькому (реверс)
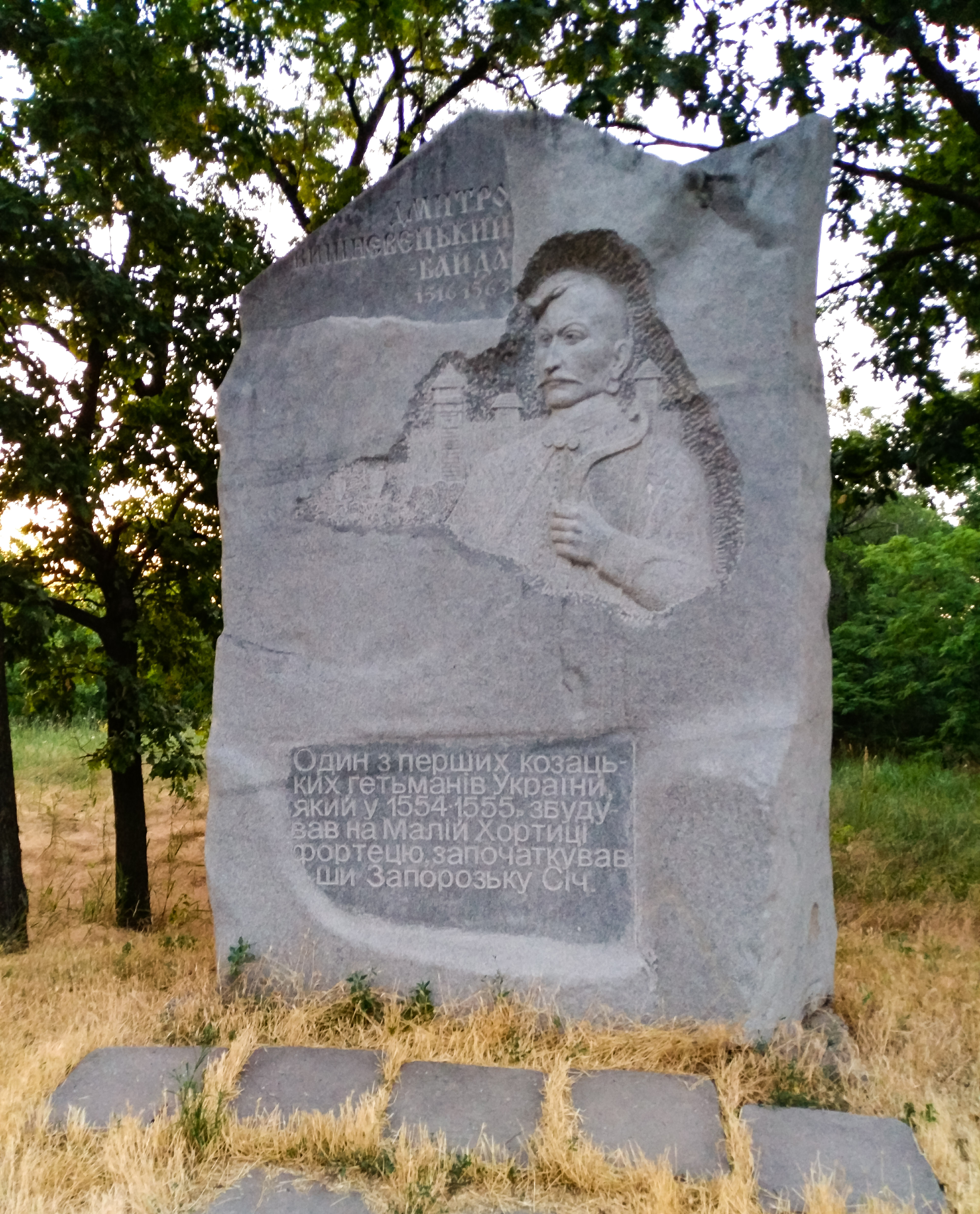
Пам'ятник на острові Хортиця
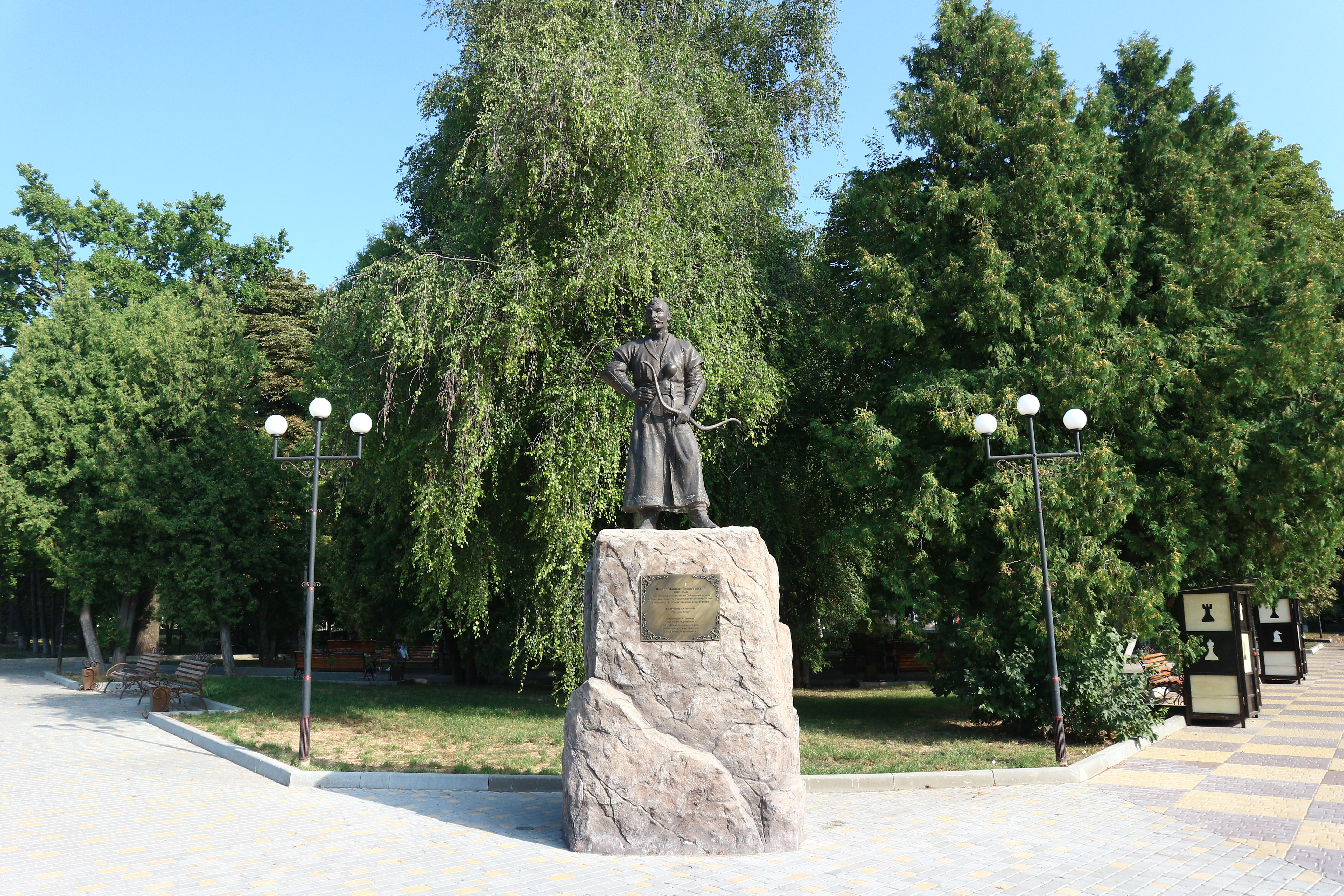
Пам'ятник у місті Христинівка
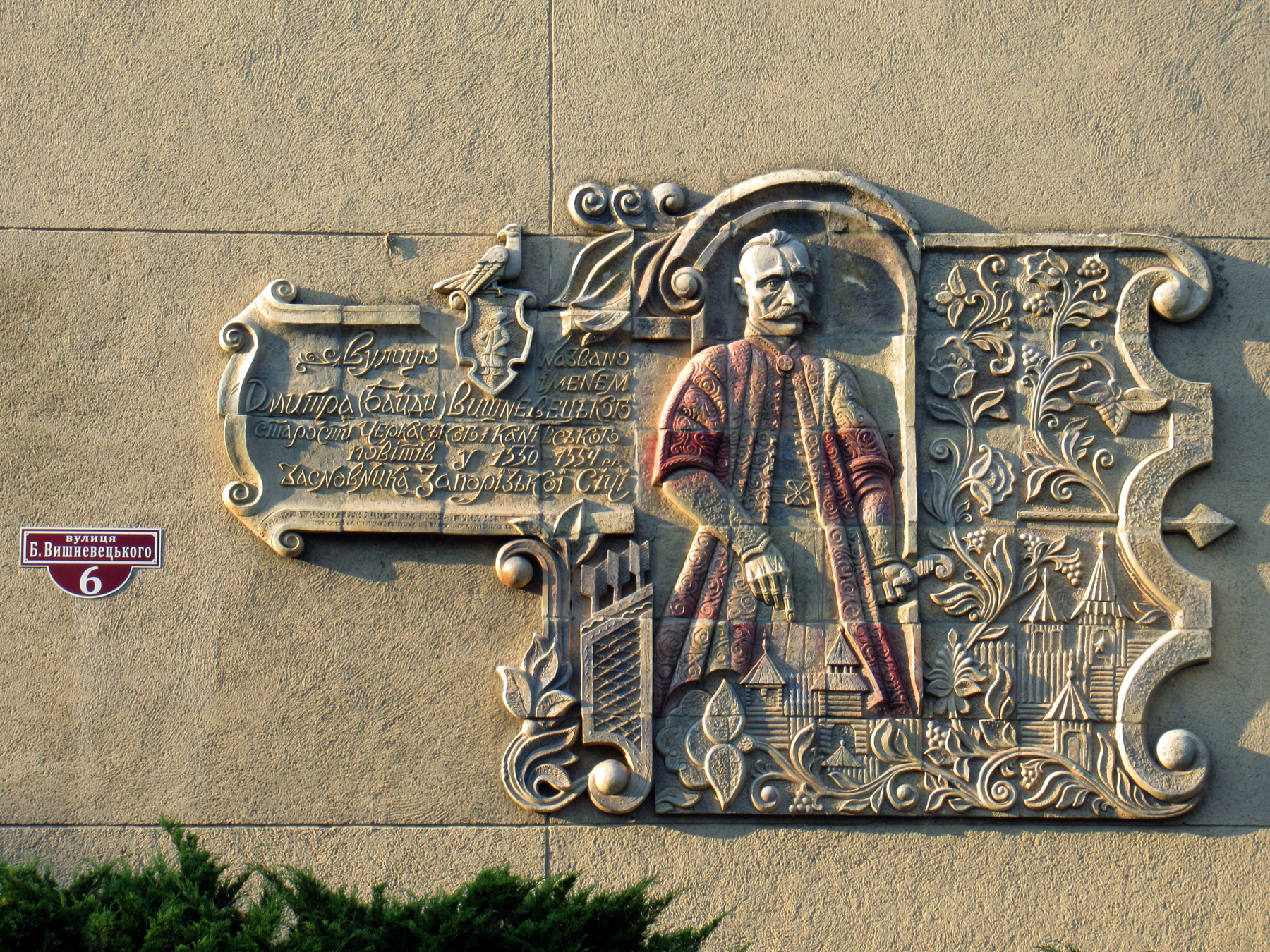
Анотаційне панно вулиці Байди Вишневецького у Черкасах
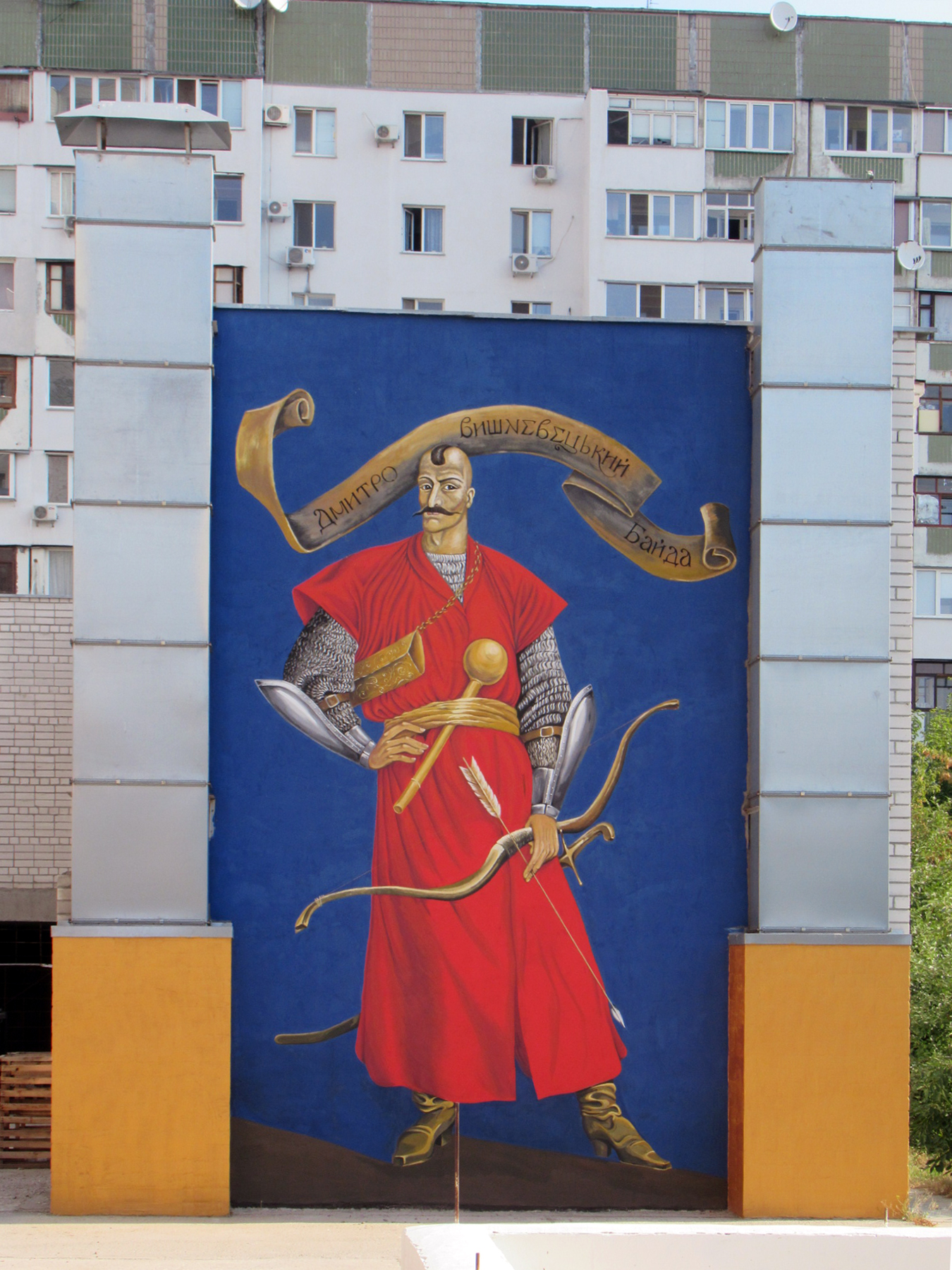
стінопис у Черкасах

## Цікаві факти
- У місті Черкаси через центральну площу проходить вулиця Байди Вишневецького, котра веде до колишнього Черкаського замку, резиденції старости Черкаського князя Дмитра Вишневецького.
- Пам'ятники Вишневецькому є на острові Хортиця та в Олександрівському районі міста.[34]
- Пам'ятник Дмитру Вишневецькому перед Вишнівецьким палацом.
- У 2018 року у місті Христинівка відкрито пам'ятник Байді Вишневецькому.

## Портрети
Збереглися два портрети Дмитра Вишневецького, які були створені у XVIII ст. через кілька століть після смерті князя. Один із них, невідомого автора, експонується в Національному музеї історії України. Портрет надійшов до збірки музею на самому початку існування закладу — в 1899 р. Це полотно разом із іншими картинами (загалом 28) із Вишневецького замку передав київський градоначальник І. В. Толлі за оцінкою В. Горленка. Із тієї збірки збереглося 16 полотен, 12 із них — портрети представників роду Вишневецьких.

## Історіографія
Аполлон Скальковський в своїй праці «Історія нової Січі» вперше згадує Дмитра Вишневецького як «Байду», як гетьмана українського козацтва. Єдиний, хто написав, що він загинув на палі (не підтверджений факт). М. Костомаров з'ясував причини поваги козаків Д. Вишневецького.
Андрій Стороженко в праці «Князь Дмитрий Иванович Вишневецкий, по народному прозвищу Байда» не погоджується з думкою, що він був старостою. Автор спирався на російські джерела та фольклор.